# Diporiphora pindan
Espèce
Diporiphora pindan est une espèce de sauriens de la famille des Agamidae.

## Répartition
Cette espèce est endémique d'Australie-Occidentale. Elle se rencontre dans les comtés de Broome et de Derby-West Kimberley.

## Publication originale
- Storr, 1980 : Two new Diporiphora (Lacertilia, Agamidae) from Western Australia. Records of the Western Australian Museum, vol. 7, no 2, p. 255-263 (texte intégral).